# Palacio de la Cultura (Tirana)
El Palacio de la Cultura de Tirana, (en albanés, Pallati i Kulturës) es uno de los edificios más simbólicos y representativos de la capital albanesa, siendo edificado en el periodo 1959-1963, en la estela de instituciones homónimas de otros países comunistas durante el periodo de la Guerra Fría.
La primera piedra fue colocada por el premier soviético Nikita Jruschov en 1959. Estilísticamente es muy similar a otros edificios levantados en Europa Oriental durante ese período. Destaca por su rotundidad y colosalismo, con aspectos de sabor clasicista como los pilares que lo rodean y siendo deudor estéticamente de la arquitectura de la época estalinista. En su interior se alojan importantes instituciones culturales de la ciudad y de toda la nación, como la Biblioteca Nacional de Albania, o la Ópera.